# Угрюмовская (Архангельская область)
Угрюмовская — деревня в Вельском районе Архангельской области. Входит в состав муниципального образования «Попонаволоцкое».

## География
Деревня расположена в южной части Архангельской области, в таёжной зоне, в пределах северной части Русской равнины, в 100 километрах на север от города Вельска, на левом берегу реки Ваги, близ озера Попонаволоцкое. Ближайшие населённые пункты: на северо-востоке село Павловское, на юге деревня Захарово.
Часовой пояс
Угрюмовская, как и вся Архангельская область, находится в часовой зоне МСК (московское время). Смещение применяемого времени относительно UTC составляет +3:00.

## Население
| 2002 | 2010 | 2012 | 2014 |
| ---- | ---- | ---- | ---- |
| 3    | ↘0   | ↗1   | →1   |

## История
В «Списке населенных мест Архангельской губернии на 1 мая 1922 года» поселение записано как дер.Лукинская(Огрюмовская), в которой 4 двора, 23 мужчины и 27 женщин. В административном отношении деревня входила в состав Попонаволоцкого сельского общества Благовещенской волости Шенкурского уезда.